# Ordine militare d'Italia
L'Ordine militare d'Italia è un'istituzione della Repubblica italiana destinata a ricompensare «le azioni distinte compiute in guerra da unità delle forze armate nazionali (...) o da singoli militari ad esse appartenenti, che abbiano dato sicure prove di perizia, di senso di responsabilità e di valore».

## Storia
Deriva direttamente dall'antico Ordine militare di Savoia, istituito il 14 agosto 1815 dal Regno di Sardegna e dal 1861 assunto per il Regno d'Italia.
L'intento iniziale del re Vittorio Emanuele I fu di creare un'onorificenza che potesse sostituire quelle francesi, come la Legion d'onore, di cui furono insigniti numerosi soldati italiani che ebbero militato nelle armate di Napoleone. Infatti in questo periodo molti sovrani restaurati dal Congresso di Vienna preferirono creare onorificenze sostitutive piuttosto che abolire quelle già concesse, è il caso anche della Croce di ferro prussiana. Passata la tempesta napoleonica l'Ordine militare di Savoia fu abbandonato a favore del tradizionale Ordine dei SS. Maurizio e Lazzaro. Con decreto del 28 settembre 1855 fu ricostituito l'ordine per volere del re Vittorio Emanuele II e riformato dal generale Giacomo Durando. 
La riforma Durando previde l'attuale scala gerarchica e la concessione dell'onorificenza sia a cittadini italiani sia stranieri. La prima occasione per distribuire le medaglie del nuovo ordine riformato fu la guerra di Crimea. Furono decorati il comandante piemontese della spedizione Alfonso Lamarmora, il maresciallo di Francia Jean Jacques Pèlissier e il generale Giacomo Simpson. Nel 1877 fu decorato il deputato Francesco Crispi, unico civile decorato.
Con la Repubblica Italiana è stato trasformato in "Ordine militare d'Italia" il 2 gennaio 1947, con decreto del Capo provvisorio dello Stato Enrico De Nicola. L'ordine fu poi riordinato con la legge 25 del 9 gennaio 1956. Le pensioni ai decorati dell'Ordine militare d'Italia non possono eccedere, per le singole classi, i seguenti quantitativi:
- per la classe di Cavaliere di gran croce: 12
- per la classe di Grande ufficiale: 25
- per la classe di Commendatore: 56
- per la classe di Ufficiale: 140
- per la classe di Cavaliere: 700

## Vertici
Attuale capo dell'Ordine dal 3 febbraio 2015 è il Presidente della Repubblica Sergio Mattarella; cancelliere e tesoriere è il Ministro della difesa Guido Crosetto.

## Le onorificenze
Le onorificenze sono conferite con decreto del presidente della Repubblica su proposta del ministro della difesa, sentito il consiglio dell'Ordine.
Possono essere conferite anche in occasione di operazioni militari compiute in tempo di pace, "alla memoria" e "alla Bandiera". In quest'ultimo caso, però, la concessione si limita alla croce di cavaliere dell'Ordine e non prevede decorazioni di classe superiore.
L'Ordine comprende cinque classi di merito:
- Cavaliere di gran croce;
- Grande ufficiale;
- Commendatore;
- Ufficiale;
- Cavaliere.

Alla decorazione è legata un'esigua pensione annua stabilita dalla legge.
Le decorazioni dell'Ordine militare d'Italia possono essere concesse, con decreto del Presidente della Repubblica su proposta del Ministro per la difesa, a militari stranieri benemeriti dello Stato italiano per servizi resi in guerra. A questi militari non è corrisposta la pensione annua suddetta.
Le croci dell'Ordine militare d'Italia sono conferite ai militari delle forze armate nazionali in seguito a proposta formulata dal superiore immediato del militare o da altro superiore più elevato. La proposta deve essere formulata entro sei mesi e pervenire alla cancelleria dell'Ordine entro un anno dalla data del fatto d'arme o dalla fine dell'operazione di carattere militare cui la proposta si riferisce, salvo per la gran croce che, di massima, non viene concessa se non a guerra conclusa o ad operazione di carattere militare ultimata.

### Cavaliere di gran croce
La gran croce è esclusivamente destinata a premiare i servizi eminenti resi in funzioni di effettivo comando in azioni belliche o, comunque, in operazioni di carattere militare.
Tale decorazione può essere concessa al generale di armata dell'Esercito e ufficiale di grado corrispondente della Marina e dell'Aeronautica che in guerra o, comunque, in operazioni di carattere militare, abbia esercitato il comando ottenendo risultati tali da farlo considerare benemerito della Nazione.
La decorazione di 1ª classe (gran croce) consta di:
 una placca
una croce
 un nastrino blu rosso e blu sormontato da tre stellette d'oro.
La placca d'argento di 85 mm di diametro, a forma di stella con 8 gruppi di raggi intagliati a somiglianza di brillanti, con sovrapposta la croce dell'Ordine, in oro, di 50 mm.
La croce in oro a quattro braccia uguali lanceolate, di 60mm di diametro, smaltata in bianco, e fra queste una ghirlanda, a destra di quercia ed a sinistra di alloro, smaltata in verde intercalata da bacche smaltate in rosso. Nel centro, in oro, due sciabole incrociate con punte rivolte in alto e tra queste, la data di fondazione dell'Ordine (1855) e sotto quella di riforma (1947) in campo rosso cerchiato d'oro. Sul rovescio in oro "RI" (Repubblica Italiana) in campo bianco, contornato dalla legenda "Al Merito Militare" su fascia rossa. La croce è sormontata da una corona, metà di quercia a sinistra e metà di alloro a destra, smaltata in verde.
Questa croce è appesa ad un nastro turchino con rosso in palo a tre bande uguali di 101 mm. Il nastrino con i colori dell'Ordine è di 37 × 11 mm, sormontato da tre stellette d'oro.

#### Conferimenti recenti
- Generale Paolo Moci (2000) - Cavaliere di Gran croce
- Ammiraglio Vittorio Patrelli Campagnano (2000) - Cavaliere di Gran croce
- Generale Amedeo Guillet (2000) - Cavaliere di Gran croce

### Grande ufficiale
La croce di grande ufficiale può essere conferita all'ufficiale generale o ammiraglio che per capacità, valore e ardire nella concezione dell'impresa e per la responsabilità assunta con l'impartire l'ordine di esecuzione abbia validamente contribuito al felice risultato di un'azione bellica o, comunque, di un'operazione di carattere militare di singolare importanza e di notevole utilità.
La decorazione di 2ª classe (grande ufficiale) consta di:
 una placca uguale a quella di gran croce, ma di 75 mm di diametro con sovrapposta croce di 40 mm;
una croce uguale a quella di gran croce, ma di 50 mm di diametro, appesa ad un nastro con i colori dell'Ordine, di 50 mm;
 un nastrino uguale a quello di gran croce, sormontato da due stellette d'oro.

### Commendatore
La croce di commendatore può essere conferita all'ufficiale generale o ammiraglio che per capacità, valore e ardire nella concezione dell'impresa e per la responsabilità assunta con l'impartire l'ordine di esecuzione abbia validamente contribuito al felice risultato di un'azione bellica o, comunque, di un'operazione di carattere militare di singolare importanza e di notevole utilità.
La decorazione di 3ª classe (commendatore), consta di:
una croce uguale a quella di grande ufficiale;
 un nastrino uguale a quello di gran croce, sormontato da una stelletta d'oro.

### Ufficiale
Le croci di ufficiale e di cavaliere possono essere conferite all'ufficiale il quale, esercitando il comando o assolvendo l'incarico devoluto al grado rivestito o a quello superiore, abbia, con intelligenza, lodevole iniziativa, perizia, senso di responsabilità e coraggio, contribuito alla riuscita di un'operazione bellica o comunque di un'operazione di carattere militare di notevole utilità.
La decorazione di 4ª classe (ufficiale) consta di:
 una croce uguale alle precedenti, ma di 40 mm e sormontata, invece che dalla corona, da un trofeo di armi, bandiere e cimiero in oro, appesa al nastro dei colori dell'Ordine di 37 mm;
 un nastrino uguale a quello di gran croce, sormontato da una stelletta d'argento.

### Cavaliere
La croce di cavaliere può essere conferita al militare di qualunque grado il quale, durante un'azione di guerra assumendo un comando superiore a quello proprio del suo grado e dimostrando spiccata perizia e singolare valore militare, abbia validamente concorso a risolvere favorevolmente un'importante azione bellica alla presenza del nemico.
La decorazione di 5ª classe (cavaliere), consta di:
una croce uguale alla precedente, ma senza trofeo;
 un nastrino uguale a quello di gran croce, ma senza stellette.
|           |           |              |                 |                         |
| Nastri    |           |              |                 |                         |
| Cavaliere | Ufficiale | Commendatore | Grand'Ufficiale | Cavaliere di Gran Croce |